# Dagenham
Dagenham – dzielnica we wschodniej części Londynu, w gminie London Borough of Barking and Dagenham, położona nad północnym brzegiem Tamizy.
W Dagenham znajduje się fabryka koncernu motoryzacyjnego Ford Motor Company (Ford of Britain). Została wybudowana w 1931 i produkowała samochody marki Ford, jednakże 20 lutego 2002 przerwano produkcję z powodu nadwyżki zdolności produkcyjnej w Europie a fabryka została przekwalifikowana do produkcji silników.

## Ludzie urodzeni w Dagenham
- Martin Gore – współtwórca zespołu Depeche Mode
- Sir Alf Ramsey – trener piłkarski
- Sandie Shaw – piosenkarka
- Dudley Moore – aktor